# الدوري التركي لكرة السلة للسيدات 2017–18
الدوري التركي لكرة السلة للسيدات 2017–18 (بالتركية: 2017-18 Kadınlar Basketbol Süper Ligi)‏ هو موسم من الدوري التركي لكرة السلة للسيدات. فاز فيه نادي فنربخشة لكرة السلة للسيدات.